# Storia della Crimea
La storia della Crimea ebbe inizio nell'antichità quando fu abitata da Cimmeri, Sciti e Greci. 

## Antichità

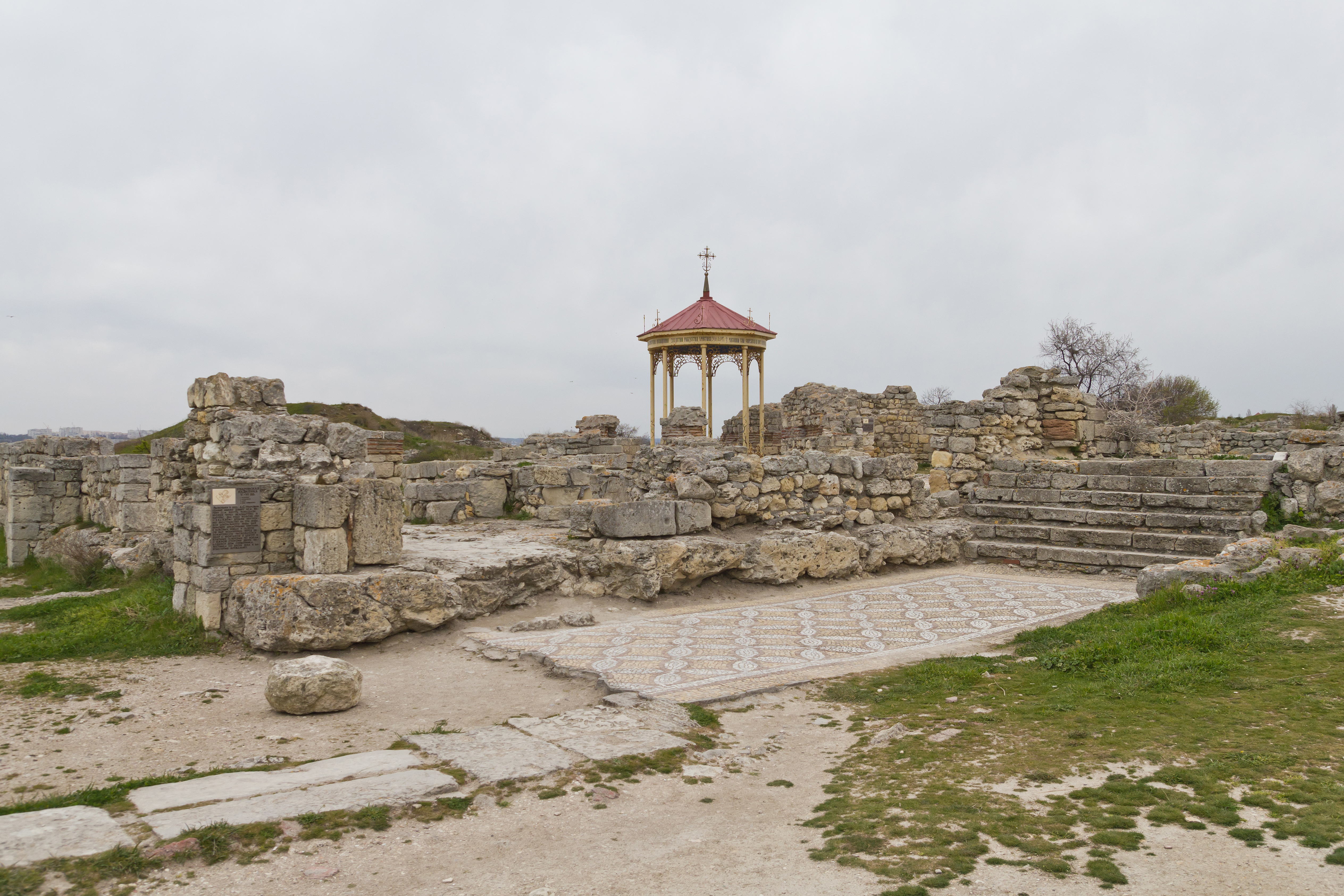
La colonia greca di Chersonesus, Sebastopoli

I primi abitanti della Crimea dei quali si sono trovate tracce certe erano i Cimmeri che furono espulsi dagli Sciti nel VII secolo a.C., fra i loro antichi re si tramanda il nome di Tauri: si trattava di due popoli che vivevano nelle steppe della pianura sarmatica.
Gli Sciti lasciarono a testimonianza della propria presenza alcuni kurgan. Nel 110 a.C., sotto il re Scylurus, essi posero addirittura la propria capitale in Crimea, a Neapolis.
Tuttavia agli inizi del nuovo millennio, a causa della crescente pressione dei Sarmati, la loro presenza si sfaldò.

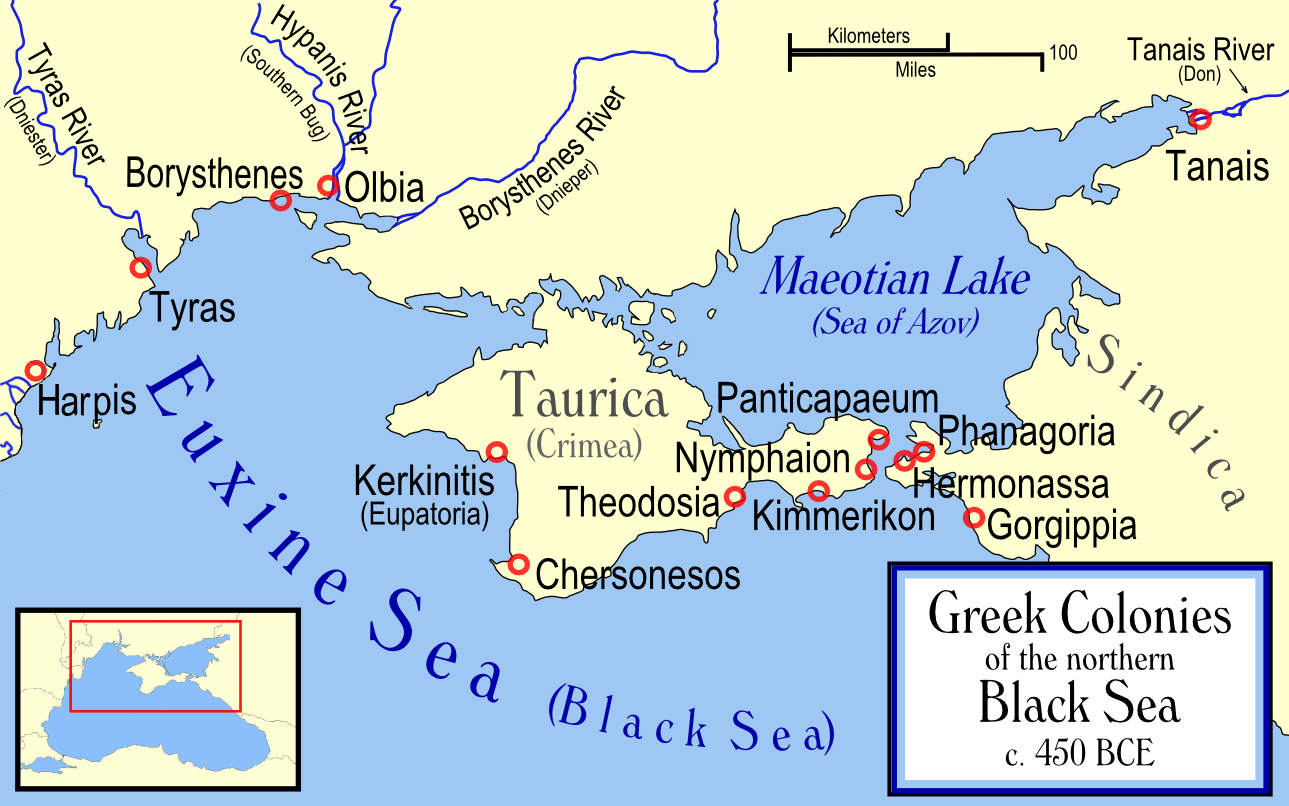
Le colonie greche in Crimea nel V secolo a.C.

Nello stesso periodo in cui gli Sciti dominavano l'area settentrionale della Crimea, a partire dal VI secolo a.C., i Greci fondarono diverse colonie sulle coste della penisola che chiamavano "Chersoneso Taurico" o Tauride. I Dori provenienti da Eraclea Pontica fondarono Chersonesus, presso l'odierna Sebastopoli, mentre gli Ioni di Mileto fondarono sull'estremità orientale della penisola Teodosia, Panticapeo, la futura capitale del Regno del Bosforo Cimmerio, nonché Ninfeo, Cimmerico, Tiritache e Mirmecio.

Espansione del regno del Bosforo

Due secoli dopo (438 a.C.) l'arconte, o governatore delle città ioniche intorno al Bosforo Cimmerio (stretto di Kerč) assunse il titolo di Re del Bosforo, uno stato che mantenne stretti legami con Atene, rifornendo la città di farina e altri beni. L'ultimo di questi re, Perisade V, pressato dagli Sciti, si pose sotto la protezione di Mitridate VI, Re del Ponto, nel 114 a.C.. In quest'epoca anche Chersoneso entrò a far parte del Regno del Bosforo. Dopo la morte di Mitridate VI, suo figlio Farnace II, come ricompensa per l'assistenza resa ai Romani nella guerra contro il padre, venne investito da Pompeo nel 63 a.C. del Regno del Bosforo. Nel 15 a.C. venne di nuovo restituito al Re del Ponto, ma da qui in poi figurò come regno cliente dell'Impero romano.
Durante il periodo delle invasioni barbariche la Crimea subì prima l'invasione dei Goti nel 250, che si insediarono nella regione a nord delle montagne, lasciando sussistere a sud il regno del Bosforo. La comunità dei Goti di Crimea sopravvisse fino al XVIII secolo. Nel 376 la penisola subì l'invasione degli Unni che invece misero fine al regno del Bosforo.

## Medioevo

La Grande Bulgaria, (626-650 d.C.)

Intorno all'anno 400 i Bizantini, continuatori dell'Impero romano, recuperarono il controllo della parte meridionale della penisola e lo mantennero fino al 717. Nello stesso periodo nella parte centrale della Crimea continuavano a vivere i Goti, mentre l'area settentrionale subiva le vicende della pianura sarmatica: dopo la disgregazione dell'Impero Unno, a metà del VI secolo, vi fu l'ondata dei Proto-bulgari il cui khan Kubrat, nel 632, unificò le tre maggiori tribù proto-bulgare: i kutrigur, gli utugur e gli onogonduri, formando così lo Stato che gli storici oggi chiamano Grande Bulgaria (noto anche come Onoguria).
Alla fine del VII secolo arrivarono i Cazari che nel 717 invasero l'intera Crimea e la governarono per più di un secolo.
L'imperatore bizantino Teofilo riconquistò ancora una volta la costa meridionale della Crimea attorno all'840 e la inquadrò nell'Impero come "Thema Cherson" dal nome della capitale. A nord delle montagne rimanevano i Cazari, sostituiti nell'882 dai Peceneghi.
A metà del X secolo Svjatoslav I di Kiev sottomise i Goti e conquistò la parte orientale della Crimea; quest'ultima all'inizio del secolo successivo divenne parte del principato russo di Tmutarakan'. Nel 989 Vladimiro I di Kiev s'impadronì per breve tempo anche della costa bizantina ed a Cherson si convertì al cristianesimo. In seguito, tuttavia, restituì la costa meridionale ai Bizantini, che ne mantennero il controllo fino al 1091.
In tale anno i Cumani invasero la Crimea e vi si stabilirono. Durante il secolo successivo, in ogni modo, Cherson e il suo thema furono ripristinati sulla costa meridionale e durarono fino al 1204, quando Costantinopoli cadde in mani veneziane.

## Il dominio genovese
Nel XIII secolo due avvenimenti mutarono l'ordine internazionale del Mar Nero e delle steppe eurasiatiche.
Innanzitutto nel 1204 la quarta crociata, guidata dai Veneziani, portò alla temporanea scomparsa dell'Impero bizantino. La costa crimaica rimase nell'area controllata da uno degli Stati nati in seguito alla disgregazione dell'Impero d'Oriente, l'Impero di Trebisonda, che chiamò l'area in questione Perateia.
Qualche decennio dopo le steppe eurasiatiche furono sconvolte dall'invasione dei Mongoli, che non risparmiò la Crimea. La penisola fu invasa nel 1237 da Batu Khan, che pose fine al domino cumano, e la parte settentrionale fece parte del canato dell'Orda d'Oro per due secoli. La popolazione cumana rimase, peraltro, a vivere nella penisola e costituì la base etnica dei Tatari di Crimea.
Nel 1261, in seguito al trattato di Ninfeo, i Genovesi sostituirono i Veneziani nel controllo degli stretti del Mar Nero e nel 1266 riuscirono a conquistare alcuni porti sulla costa meridionale della Crimea per utilizzarli come basi d'appoggio per i commerci con i popoli dell'interno. Si stabilirono a Sebastopoli, Cembalo, Soldaia, Tana e soprattutto Caffa, ove stabilirono un'imponente colonia, dal carattere multietnico. L'insieme dei domini genovesi in Crimea si chiamava "Gazaria" (dal nome dei Cazari) ed ebbe fine nel 1475, ovvero ventidue anni dopo la caduta di Costantinopoli.
I Genovesi, tuttavia, non avevano conquistato tutti i territori del Thema Cherson: una parte di essi erano rimasti sotto il controllo del governatore bizantino, il quale peraltrò si dichiarò indipendente dando vita al Principato di Teodoro, che durò anch'esso fino al 1475. Bisogna infine menzionare la presenza in quest'epoca di Armeni "cerchessogai" di cui sono testimonianza numerose chiese e monasteri.

## Khanato di Crimea

La Crimea nel XVII secolo

Nel frattempo le popolazioni turche che diverranno note come Tatari di Crimea, discendenti di vari popoli pervenuti in questa penisola in epoche diverse, fra cui particolare importanza avevano i Cumani, nella fase di disgregamento dell'Orda d'Oro, fondarono a partire dal 1427 un Khanato di Crimea separatista e ne offrirono la corona a Haci Giray, un mongolo discendente diretto di Gengis Khan e pretendente al trono dell'Orda d'Oro. Il canato occupava il nord della penisola e i khan risiedevano prima a Solkhat (Eski-Qirim), e a partire dall'inizio del XV secolo a Bachčysaraj.
Tra i Tatari di Crimea viveva una comunità di ebrei Caraiti, principalmente a Chufut Kale. Comunità ebraiche meno numerose e molto più antiche si trovavano anche a Derbent e Madjalis.
Le città commerciali in mano ai Genovesi e il principato di Teodoro vennero conquistate dal generale turco ottomano Gedik Ahmet Pascià nel 1475 e divennero una provincia dell'Impero ottomano. Mentre i Khan di Crimea, a partire dalla stessa data, governarono come principi tributari dell'Impero ottomano per circa tre secoli.
La provincia ottomana di Crimea, che comprendeva anche la penisola di Taman, inizialmente era un sangiaccato con capoluogo Caffa (in turco Kefe). Nel 1568 essa fu elevata ad eyalet (l'Eyālet-i Kefê) e tale rimase fino al 1774, quando fu ceduta al Khanato di Crimea.
Nella nuova provincia turca Armeni e Greci del Ponto erano ormai una minoranza di dhimmi e non ci sarebbero stati altri cristiani in Crimea fino all'arrivo dei Russi nel 1783.
Per due secoli, fino all'inizio del Settecento, il canato organizzò una significativa tratta degli schiavi con l'Impero ottomano e il Medio Oriente, esportando circa due milioni di schiavi razziati nelle steppe della Polonia-Lituania e della Russia.
Nel 1736, nel corso della guerra russo-turca del 1735-1739, la Crimea fu occupata e devastata dalle truppe russe al comando del feldmaresciallo Burkhard Christoph von Münnich che tuttavia dovette poi ritirarsi in Ucraina. L'anno successivo vi irruppero ancora le truppe russe del generale Peter Lacy, che tuttavia dovette nuovamente lasciare il campo. Vi ritornò lo stesso Lacy nell'estate del 1738 ma le devastazioni precedenti avevano reso la penisola incapace di fornire assistenza e vettovaglie alle truppe di occupazione e i russi si ritirarono per la terza volta. Il trattato di Nissa che pose fine alla guerra ebbe come conseguenza la cessione ai russi del porto di Azov, mentre il Khanato di Crimea rimase uno stato vassallo della Sublime porta.
Alla fine della successiva guerra russo-turca del 1768-1774, i russi vincitori imposero all'Impero ottomano la pace di Küçük Kaynarca del 1774, in base alla quale il Khanato di Crimea perse il suo stato di signoria vassalla della Sublime Porta e divenne formalmente uno stato indipendente, ma di fatto entrò nella sfera di influenza della Russia. L'imperatrice Caterina II decise di concentrare gli insediamenti degli ebrei russi in Crimea per crearvi una zona-cuscinetto utile al respingimento dei Turchi oltreconfine. Adottò quindi una politica bivalente nei confronti delle comunità ebraiche, di tipo repressivo per gli altri insediamenti esistenti nella sua giurisdizione territoriale, e di importante incentivo economico per le migliaia di giovani che nel XIX secolo si trasferirono in questa regione.
La corona riconobbe i titoli nobiliari dei tatari autoctoni, assorbendoli nella nobiltà russa; inoltre, ebbe cura del clero islamico al quale non espropriò le terre e i relativi di superficie (waqf), riconoscendo anzi ad essi un ruolo amministrativo mediante l'Amministrazione Spirituale Musulmana della Tauride. Ciononostante, in un secolo più di 900.000 musulmani emigrarono dalla Crimea.
Infine, nel 1784, approfittando dei conflitti di potere sorti all'interno della famiglia del Khan di Crimea, le truppe russe entrarono nel Khanato a sostegno del Khan, il quale offrì loro l'intero territorio: l'annessione fu ufficialmente proclamata l'8 gennaio 1784. L'Impero ottomano reagì con molto ritardo a questa invasione dichiarando guerra alla Russia (guerra russo-turca del 1787-1792) solo il 13 agosto 1787, ma ne uscì sconfitto e con il Trattato di Iassy del 1792 la Crimea entrò definitivamente a far parte dell'Impero russo.

## Impero russo

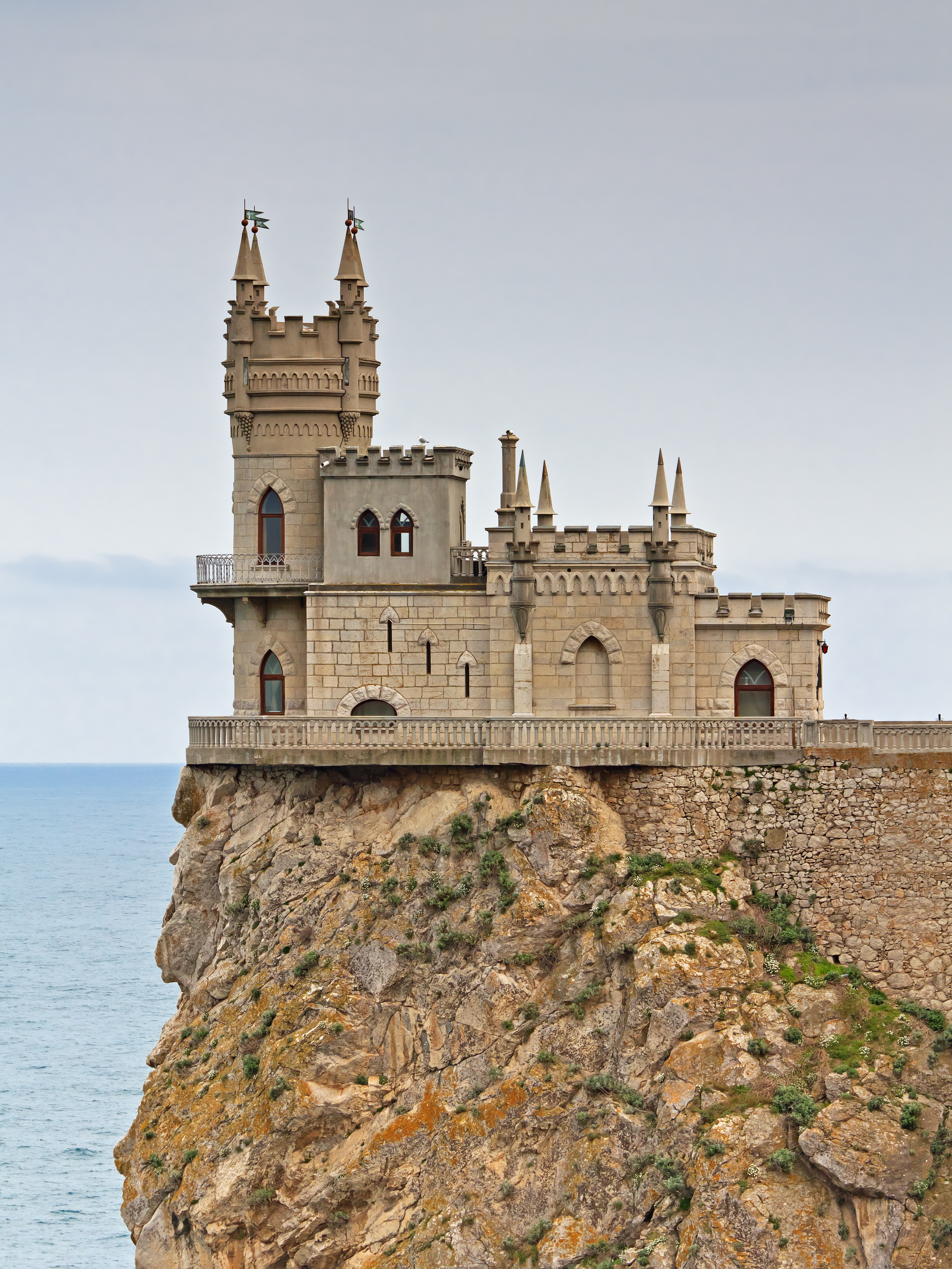
Il Nido di rondine, uno dei romantici castelli costruiti dall'élite russa in Crimea.

Fra il 1802 ed il 1921 la Crimea costituì il Governatorato della Tauride dell'Impero russo. Particolare importanza acquistò Sebastopoli quale porto della Flotta del Mar Nero.
Nel 1854-1856 la Crimea fu il principale teatro della Guerra d'Oriente, che perciò è oggi nota come "Guerra di Crimea": gli eserciti congiunti di Gran Bretagna, Francia e Regno di Sardegna riuscirono ad espugnare la cittadella militare russa di Sebastopoli, così ponendo termine alle mire espansionistiche dell'Impero Russo verso Costantinopoli. Le truppe piemontesi si distinsero soprattutto alla battaglia della Cernaia e ciò servì ad ottenere l'appoggio anglo-francese al progetto di Unità d'Italia. La guerra devastò il tessuto economico e sociale di Crimea e i Tatari che la abitavano furono costretti ad abbandonare la loro madrepatria non solo per le conseguenze della guerra ma anche per le persecuzioni e le confische di cui furono vittime. I sopravvissuti al viaggio, alla fame e alle malattie si stabilirono nella Dobrugia, in Anatolia e in altri luoghi dell'Impero ottomano.
I Tatari di Crimea divennero una minoranza nella penisola, mentre la maggioranza di essi viveva nella diaspora. Alla fine il governo russo decise di fermare il processo, perché l'agricoltura aveva iniziato a soffrire dell'abbandono delle terre fertili.
All'inizio del Novecento Jalta divenne la più elegante località balneare russa, con ville, palazzi e alberghi.

## Prima guerra mondiale e guerra civile russa
Nel periodo fra la rivoluzione d'ottobre e la fine della guerra civile russa si susseguirono molti governi di breve durata, effetto prima dell'occupazione tedesca durante la prima guerra mondiale, poi della guerra civile. Questi governi furono:
- Repubblica Popolare di Crimea — dicembre 1917–gennaio 1918 — governo dei Tatari di Crimea
- Repubblica socialista sovietica della Tauride — 19 marzo 1918 – 30 aprile 1918
- occupazione militare tedesca e Repubblica Popolare Ucraina — maggio 1918–giugno 1918
- primo Governo Regionale della Crimea — 25 giugno 1918 – 25 novembre 1918 — stato fantoccio tedesco sotto il generale tataro Maciej (Suleyman) Sulkiewicz
- secondo Governo Regionale della Crimea — novembre 1918–aprile 1919 — governo anti-bolscevico sotto l'ex-membro del Partito dei cadetti e caraita Solomon Krym
- Repubblica Socialista Sovietica di Crimea, all'interno della RSFSR — 2 aprile 1919– giugno 1919
- Governo della Russia Meridionale — febbraio 1920–aprile 1920 — governo del generale dell'Armata Bianca Anton Denikin
- Governo della Russia Meridionale — aprile 1920 (ufficialmente, 16 agosto 1920)–16 novembre 1920 — governo del generale dell'Armata Bianca Generale Wrangel
- governo del comitato rivoluzionario bolscevico — novembre 1920–18 ottobre 1921 — governo sotto Béla Kun (fino al 20 febbraio 1921), e successivamente Mikhail Poliakov
- Repubblica Socialista Sovietica Autonoma di Crimea, all'interno dell'Unione Sovietica — 18 ottobre 1921 – 30 giugno 1945

## Unione Sovietica
In seno alla RSSF Russa nel 1921 fu istituita la Repubblica autonoma Socialista Sovietica di Crimea.
La Crimea fu teatro di alcune delle più sanguinose battaglie della seconda guerra mondiale. I tedeschi soffrirono pesanti perdite cercando di invaderla attraversando l'Istmo di Perekop, nell'estate del 1941. Quando i tedeschi riuscirono a irrompere, occuparono gran parte della Crimea, con l'eccezione della città di Sebastopoli (che ottenne poi il titolo di Città eroica). Sebastopoli resistette dall'ottobre 1941 fino al 4 luglio 1942, quando i tedeschi riuscirono infine a prenderla.
Nel 1942, a causa dell'avanzamento della Wehrmacht in Ucraina e in Crimea, le minoranze nazionali presenti sul territorio finirono deportate con l'accusa di collaborazionismo seguendo l'infelice destino della minoranza tedesca, già deportata nell'agosto 1941 durante l'Operazione Barbarossa.
Durante la seconda guerra mondiale l'intera comunità degli Italiani di Crimea (formatasi a partire dal 1830 a seguito di un flusso migratorio proveniente soprattutto dalla Puglia) è stata accusata di collaborazionismo con i tedeschi e deportata a partire dal 29 gennaio 1942. Chi sfuggì al primo rastrellamento fu catturato e deportato l'8 e il 10 febbraio 1942: l'intera comunità, compresi i rifugiati antifascisti che si erano stabiliti a Kerč, venne radunata e costretta a mettersi in viaggio verso i Gulag. Meta della deportazione fu il Kazakistan, che gli italiani raggiunsero in vagoni piombati. Dove Attualmente circa trecento discendenti degli italiani di Crimea vivono ancora a Kerč, dove fecero ritorno nel periodo poststaliniano.
Nel 1944 Sebastopoli venne liberata dalle truppe sovietiche. Dopo la liberazione il 18 maggio 1944 l'intera popolazione dei Tatari di Crimea venne deportata dal regime sovietico di Stalin per punizione, in quanto i tatari, dopo aver creato la Wolgatatarische Legion, avevano combattuto a fianco delle truppe del Terzo Reich. Si stima che il 46% dei deportati morì per la fame e le malattie.
Nel 1967 i Tatari di Crimea vennero riabilitati, ma venne loro impedito di tornare legalmente in Crimea fino agli ultimi giorni dell'Unione Sovietica.
Al termine della seconda guerra mondiale, di cui ospitò la Conferenza di Jalta, la Crimea fu trasformata in un oblast' della Repubblica Socialista Federativa Sovietica Russa (RSFSR).
Nel 1954, per volontà di Nikita Chruščëv e su decreto del Praesidium del Soviet Supremo dell'URSS, la sovranità sull'oblast′ di Crimea fu trasferita alla Repubblica Socialista Sovietica Ucraina (RSSU). La decisione fu presa per commemorare il 300º anniversario del trattato di Perejaslav col quale la Riva sinistra ucraina, cioè il territorio ucraino a oriente del fiume Dnipro, scelse di unirsi alla Russia; il consenso obbligatorio al trasferimento stabilito dall'articolo 16 della Costituzione della RSFSR del 1937 e dall'articolo 18 della Costituzione dell'URSS del 1936 venne formalizzato da entrambe le repubbliche mediante una delibera dei loro rispettivi governi (i Praesidium dei Soviet Supremi), benché l'articolo 33 della Costituzione della RSFSR che non contemplasse la possibilità di cambiare i confini della stessa se non attraverso un referendum popolare.
La decisione del leader sovietico Nikita Chruščёv del 1954 è stata osteggiata da gran parte della popolazione di origine russa ed è stata in passato causa di tensioni tra Russia e Ucraina.

## La Crimea nell'Ucraina indipendente
Dopo il collasso dell'Unione Sovietica del dicembre 1991, la Crimea proclamò l'autogoverno il 5 maggio 1992, ma in seguito accettò di rimanere all'interno dell'Ucraina indipendente come repubblica autonoma. Le lingue ufficiali nella Crimea durante il periodo ucraino erano il russo, l'ucraino e la lingua tatara di Crimea.
La Crimea ha costituito il maggior punto di attrito territoriale fra Ucraina e Russia, contenzioso che nel 1995 sembrò superato con la creazione della Repubblica autonoma di Crimea con la quale l'Ucraina concesse maggior autonomia alla penisola.
L'importante città di Sebastopoli, base navale storica della flotta del Mar Nero, si trova all'interno della repubblica, ma ha goduto di uno statuto di municipalità speciale in Ucraina.
Nel 2001 la popolazione della Repubblica autonoma di Crimea era per il 58,5% di etnia russa e per il 24,4% di etnia ucraina. La minoranza etnica dei tatari di Crimea, che nel 2001 formavano il 12,1% della popolazione, discende direttamente dal periodo della dominazione del Khanato di Crimea. Fino alla fine del XIX secolo, i tatari rappresentavano la maggioranza della popolazione, poi, in seguito alla massiccia immigrazione russa ed ucraina, sono diventati una minoranza fino quasi a scomparire a causa della deportazione di massa verso l'Asia centrale effettuata da Stalin nel 1944. Con la dissoluzione dell'Unione Sovietica i tatari poterono ritornare in Crimea.

## Occupazione e annessione russa

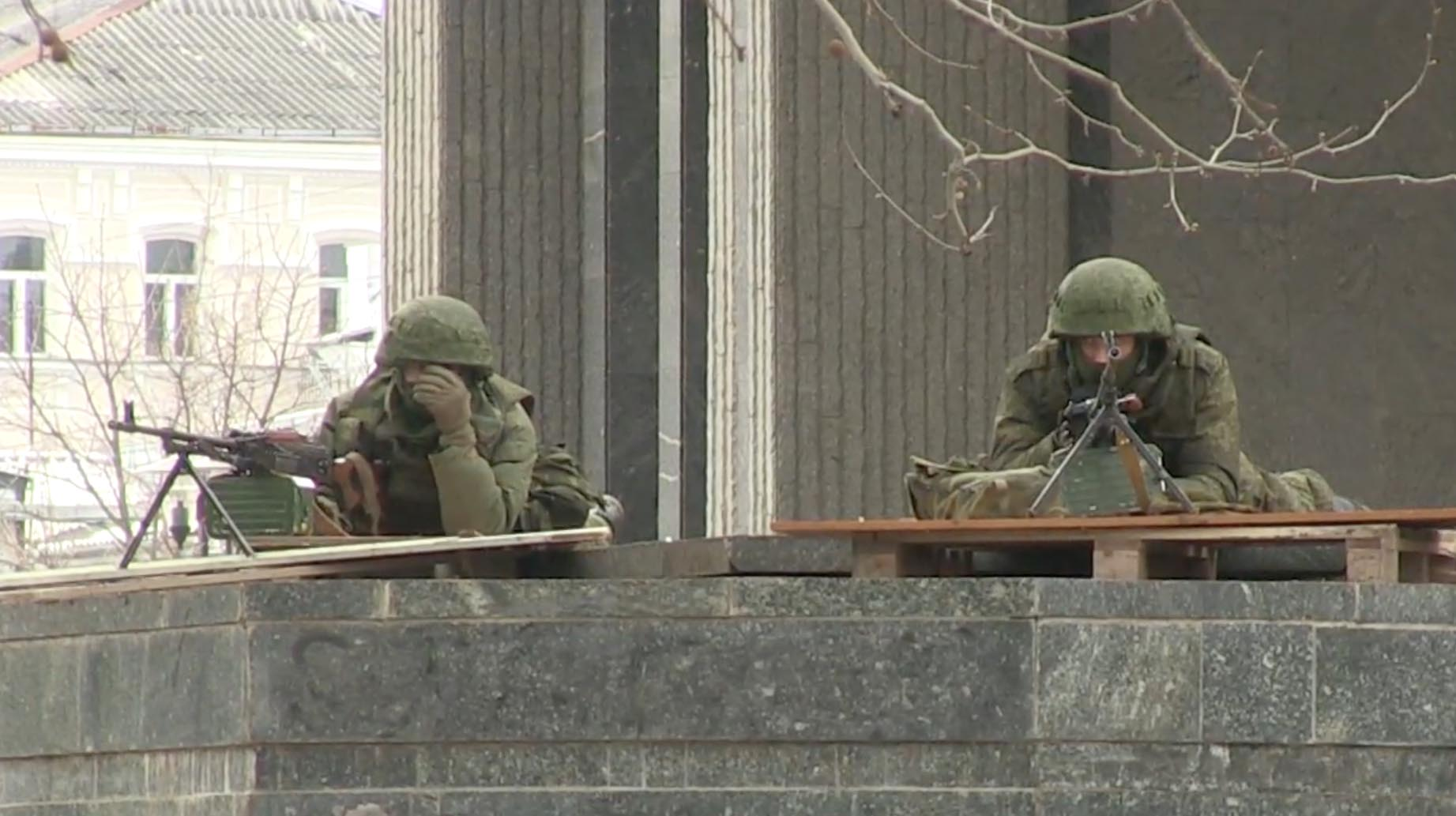
Truppe russe sprovviste di insegna ("omini verdi") all'esterno della sede del parlamento di Simferopoli, il 1 marzo 2014

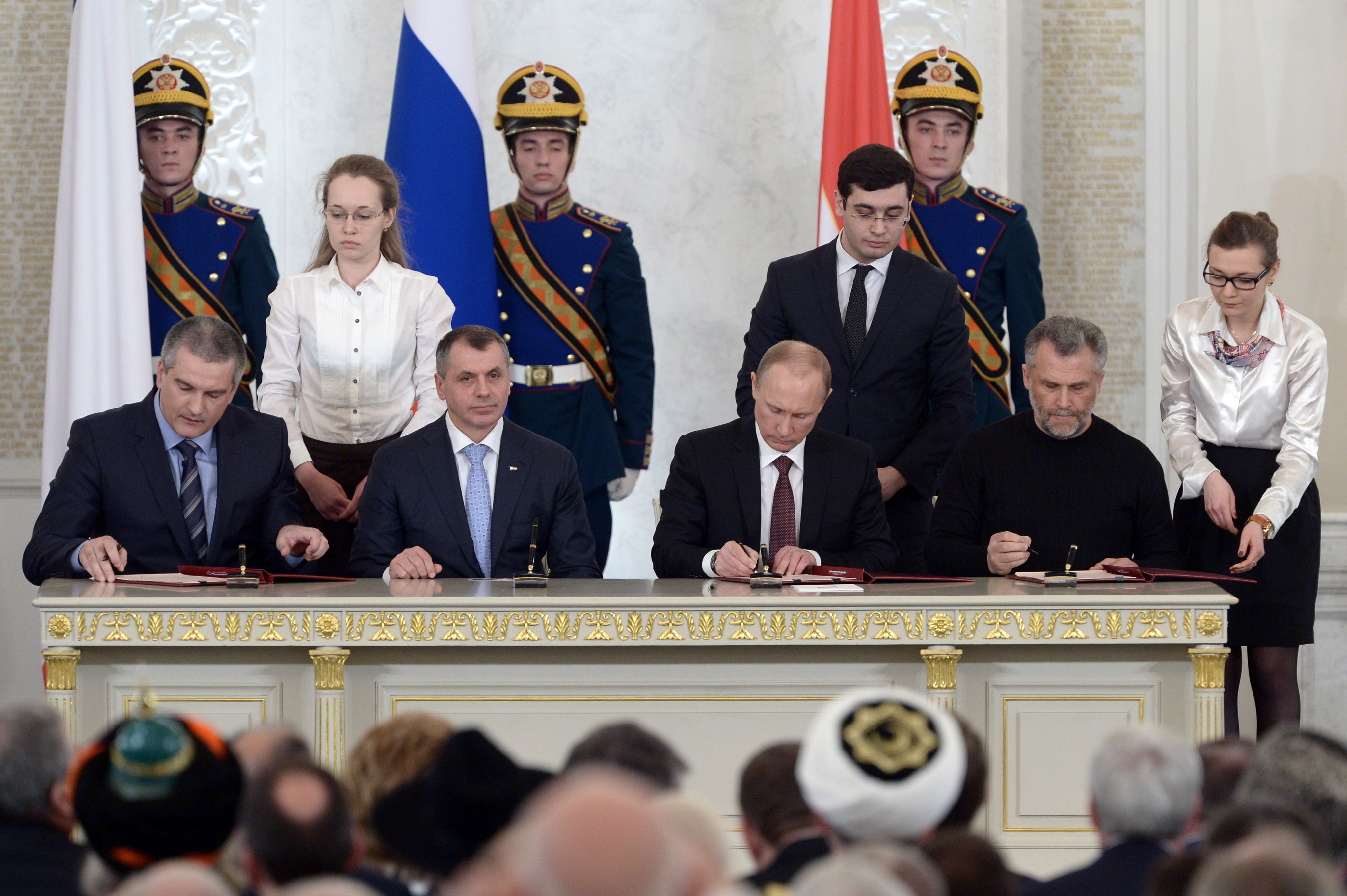
Da sinistra a destra: Sergej V. Aksënov, primo ministro di Crimea, Vladimir A. Konstantinov, Presidente del Consiglio supremo di Crimea, il presidente russo Vladimir Putin e Aleksej Čalyj, sindaco di Sebastopoli, firmano il trattato di adesione della Repubblica di Crimea alla Federazione Russa

Nel 2014 la Crimea è stata occupata militarmente e annessa alla Russia come Repubblica di Crimea a seguito di un referendum popolare avvenuto il 16 marzo, non seguito da osservatori accreditati presso paesi occidentali, in cui il 95,4% dei votanti ha votato per l'annessione alla Russia. Unione europea e NATO, così come la stragrande maggioranza degli Stati membri ONU, non riconoscono l'annessione della Crimea e hanno adottato sanzioni politiche ed economiche nei confronti della Federazione Russa.

Come conseguenza della crisi ucraina del 2013/2014 (Euromaidan, Rivolta di Kiev), dopo la destituzione del presidente ucraino Viktor Janukovyč e l'insediamento a Kiev di un governo provvisorio di orientamento filo-occidentale a differenza del precedente, dal febbraio 2014 la Crimea fu nuovamente al centro di tensioni tra la Russia e l'Ucraina. Il 26 febbraio, le forze russe in uniforme senza insegne presero il controllo militare della penisola di Crimea. La Russia inizialmente sostenne che questi armati fossero forze locali di autodifesa, ma in seguito ammise che tra loro c'erano militari russi, che divennero noti col nomignolo di "omini verdi" confermando i rapporti dei media non russi.

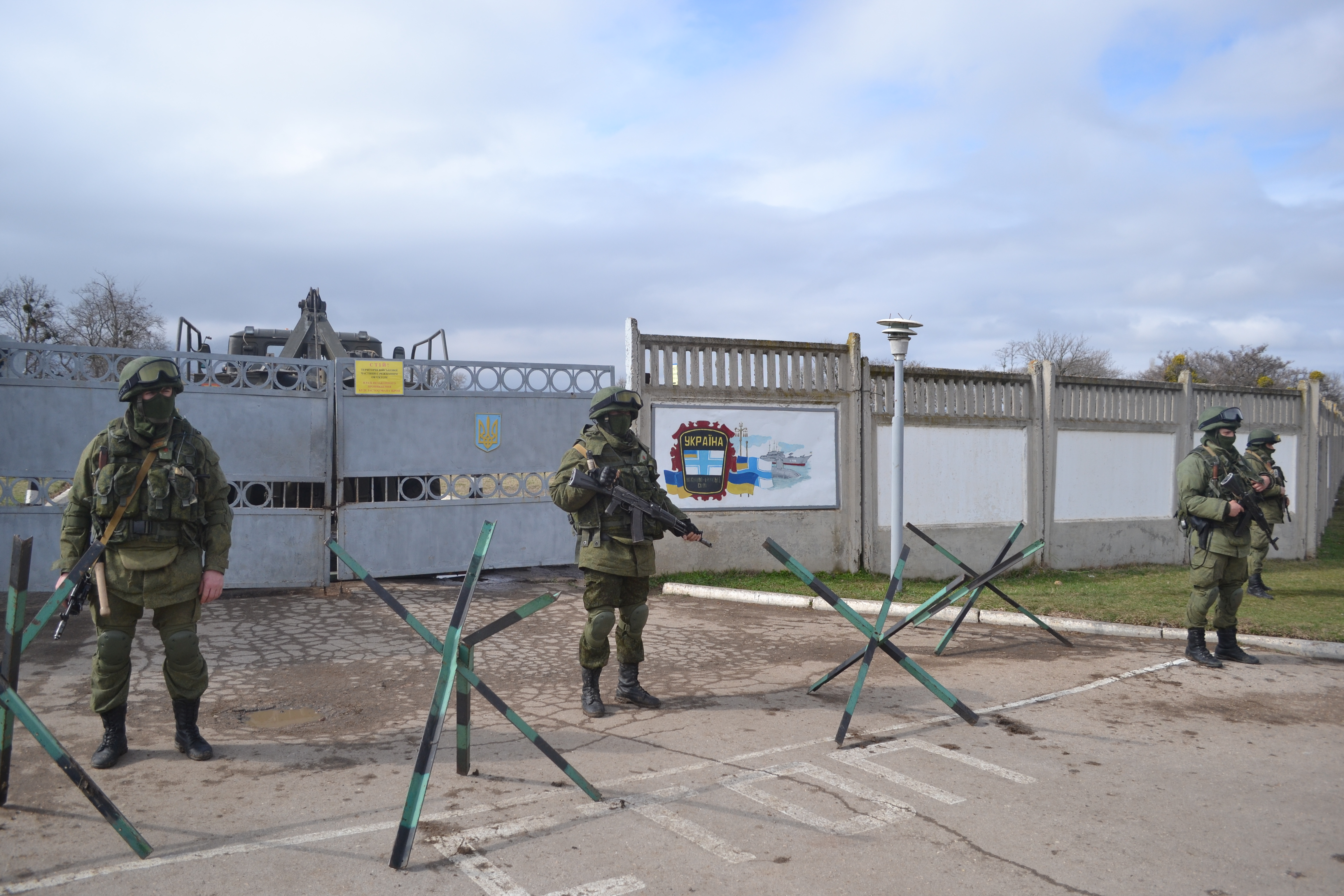
Omini verdi russi bloccano una base militare ucraina nel Distretto di Sinferopoli

Il 27 febbraio 2014 sulle sedi del governo e del parlamento locale, dopo un blitz armato, le bandiere ucraine sono state sostituite dalle bandiere russe. Il nuovo governo di Kiev ha denunciato l'occupazione militare della penisola da parte dell'esercito russo. Mentre l'esercito russo assumeva il controllo delle basi militari ucraine in Crimea, il 6 marzo 2014 il Consiglio supremo della Repubblica autonoma di Crimea, votò all'unanimità la dichiarazione di indipendenza dall'Ucraina, a cui fece seguito il giorno dopo un atto analogo da parte del Consiglio municipale di Sebastopoli, e l'11 marzo entrambi gli enti rappresentativi approvarono una mozione con cui chiesero l'adesione alla Federazione Russa.
Il referendum del 16 marzo 2014 confermò l'annessione alla Russia con il 96,77% di voti favorevoli e con una partecipazione dell'83,1% degli aventi diritto al voto, nonostante l'annunciato boicottaggio del Mejlis, la maggiore organizzazione rappresentativa dei tatari di Crimea. Tale referendum è stato considerato illegittimo e illegale e non riconosciuto dalla comunità internazionale, in quanto in violazione di norme cogenti del diritto internazionale, e condotto sotto occupazione militare. Il 17 marzo il Presidente russo Vladimir Putin firmò il decreto di riconoscimento dell'indipendenza della Repubblica di Crimea e di Sebastopoli come città dotata di "status autonomo speciale", a cui fece seguito la firma del trattato di annessione alla Federazione Russa, trattato che fu ratificato dalla Duma russa il 20 marzo 2014.
Per effetto del trattato, la Russia istituì il circondario federale della Crimea comprendente la Repubblica di Crimea e la città federale di Sebastopoli. Il trattato prevedeva un periodo di transizione fino al 1º gennaio 2015, durante il quale sarebbero stati gradualmente risolti i problemi d'integrazione in campo economico, finanziario, creditizio e legale. Il 24 marzo 2014 il rublo fu introdotto come moneta legale in Crimea, sebbene la grivnia ucraina avrebbe potuto circolare in parallelo fino al 1º gennaio 2016, mentre stipendi, pensioni e tributi sono da allora pagati solo in rubli. Nel marzo 2015 le autorità russe hanno disposto il ritiro della licenza di trasmissione della stazione televisiva ATR al servizio dei Tatari, provocando la reazione del segretario generale del Consiglio d'Europa, Thorbjørn Jagland.
Il 20 novembre 2015 vengono abbattuti i piloni dell'alta tensione verso la Crimea, causando un black out che coinvolgeva 2,5 milioni di persone con ripercussioni sull'intero sistema sociale della regione. Dopo delle parziali riattivazioni con risorse della regione, il 2 dicembre 2015 la Crimea viene collegata in maniera definitiva al sistema elettrico russo tramite un elettrodotto sottomarino sul Mar Nero. Il 28 luglio 2016 viene soppresso il circondario federale della Crimea, per "aumentare l'efficienza del lavoro delle parti della federazione", e inglobato nel circondario federale meridionale. Il 18 settembre 2016 per la prima volta gli abitanti della Crimea partecipano al voto per le elezioni parlamentari della Federazione Russa.